# Worms (videogioco 2007)
Worms è un videogioco strategico a turni sviluppato dal Team17 e pubblicato da Microsoft Game Studios per Xbox Live. Il videogioco fa parte della serie di videogioco Worms.
Durante lo sviluppo il nome in codice era Worms HD ma infine Microsoft decise di rinominare il gioco semplicemente Worms (forse per evitare il fraintendimento che il gioco richiedesse necessariamente dispositivi ad alta definizione). La prima dimostrazione pubblica del gioco si ebbe al Consumer Electronics Show del 2007 e il videogioco fu messo in vendita il 7 marzo 2007 al costo di 800 Microsoft Points.